# Endiandra archboldiana
Endiandra archboldiana är en lagerväxtart som beskrevs av C. K. Allen. Endiandra archboldiana ingår i släktet Endiandra och familjen lagerväxter. Inga underarter finns listade i Catalogue of Life.